# Delamarella eximia
Delamarella eximia is een eenoogkreeftjessoort uit de familie van de Latiremidae. De wetenschappelijke naam van de soort is voor het eerst geldig gepubliceerd in 1969 door Bozic.